# Exposição Internacional de Histórias em Quadrinhos
A Primeira Exposição Internacional de Histórias em Quadrinhos (também chamada "Primeira Exposição Didática Internacional de Histórias em Quadrinhos") foi realizada em São Paulo em 18 de junho de 1951.
Contava com quadrinhos originais de autores como Alex Raymond (Flash Gordon), Milton Caniff (Steve Canyon) e Al Capp (Ferdinando), entre outros. Foi organizada por Miguel Penteado, Reinaldo de Oliveira, Álvaro de Moya, Jayme Cortez e Syllas Roberg.
Deve-se esclarecer que foi a primeira exposição internacional sobre a temática realizada no Brasil e uma das primeiras no mundo, mas não foi exatamente a pioneira mundialmente. 
Em 1944 e em 1948, nos EUA, ocorreram duas exposições sobre quadrinhos ou comics (dos jornais). Esta segunda mostra americana teve um pequeno catálogo de 12 páginas a cores (50 Years of the Comics: Setting Straight Some Facts About the Origin of Comic Strips), redigido por Clark Kinnaird, um escritor empregado da King Features Syndicate, em resposta ao livro The Comics, de Coulton Waugh.
Em 1948, na França, realizou-se uma exposição consagrada à imprensa dos illustrés infantis, em Paris — atacando ostensivamente os comics norte-americanos. Participavam aí também 23 países estrangeiros, com informações seleccionadas pelos respectivos serviços culturais. Apesar de reacções algo reservadas pelos críticos, essa exposição circulou por várias cidades francesas durante meses, chegando mesmo a ser mostrada além-fronteiras, em Bruxelas. Ocorreu entre 20 de maio e 12 de junho de 1948.
Em Itália, a primeira exposição dedicada aos fumetti foi organizada por Roberto Renzi e Antonio Terenghi, e intitulou-se "Il Giornale per Ragazzi in Italia", no Palazzo di Giustizia de Milão em outubro de 1950, em simultâneo com a mostra "La Stampa Periodica per Ragazzi", comissariada pelo Centro Nazionale di Prevenzione Sociale. 